# Huayno Ancashino
El huayno ancashino o «chuscada» es uno de los géneros musicales de la música andina del Perú propio de la sierra central y oriental de la región Ancash. Con mayor difusión en las provincias de Recuay, Huaraz, Carhuaz, Huaylas, Yungay, Asunción, Huari, Carlos F. Fitzcarrald y Antonio Raimondi.
Tiene como variantes al chimayche, practicado en el norte de Áncash (Piscobamba, Pomabamba, Sihuas, Corongo), al huaino de las vertientes practicado en el sur del departamento (Aija, Ocros, parte de Recuay y Bolognesi) y al Huayno con arpa e instrumentos electrónicos creado por Sonia Morales, a inicios de los años 2000.
En 2015, el Ministerio de Cultura peruano, reconoció las obras de Jacinto Palacios Zaragoza como Patrimonio Cultural de la Nación.

## Historia

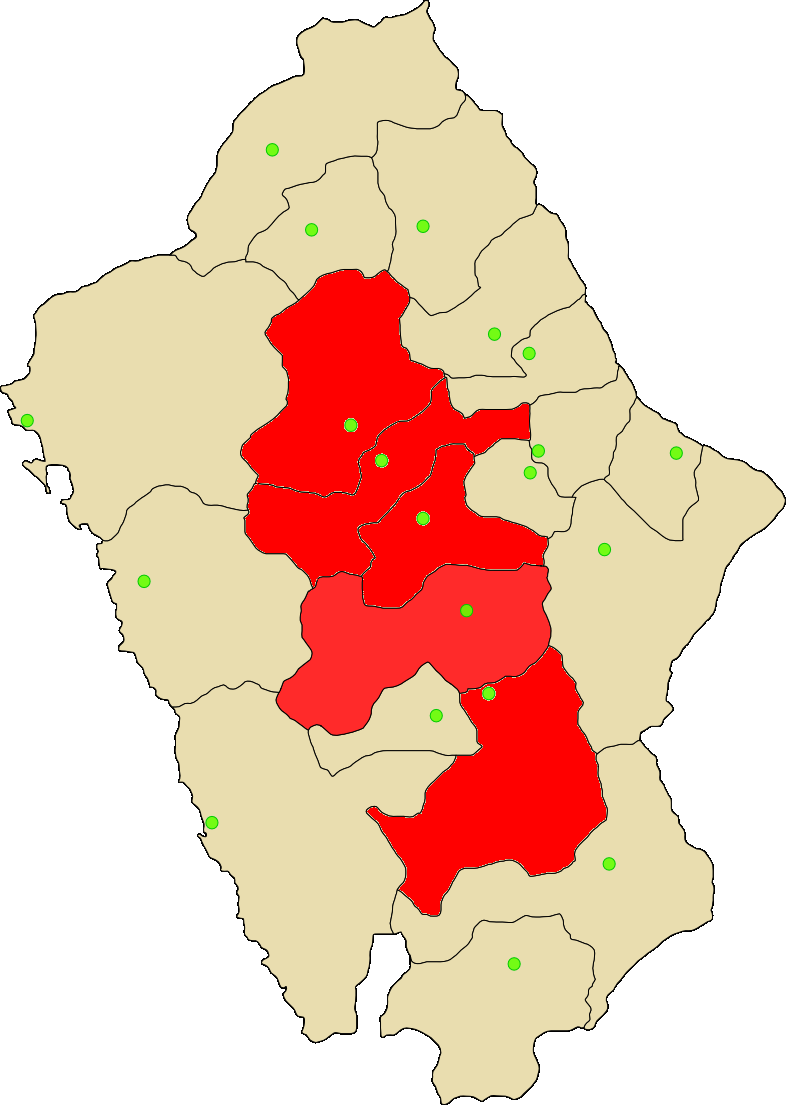
El huayno ancashino se desarrolló en el Callejón de Huaylas y fue extendiéndose a provincias cercanas como Huari, Asunción y Fitzcarrald.

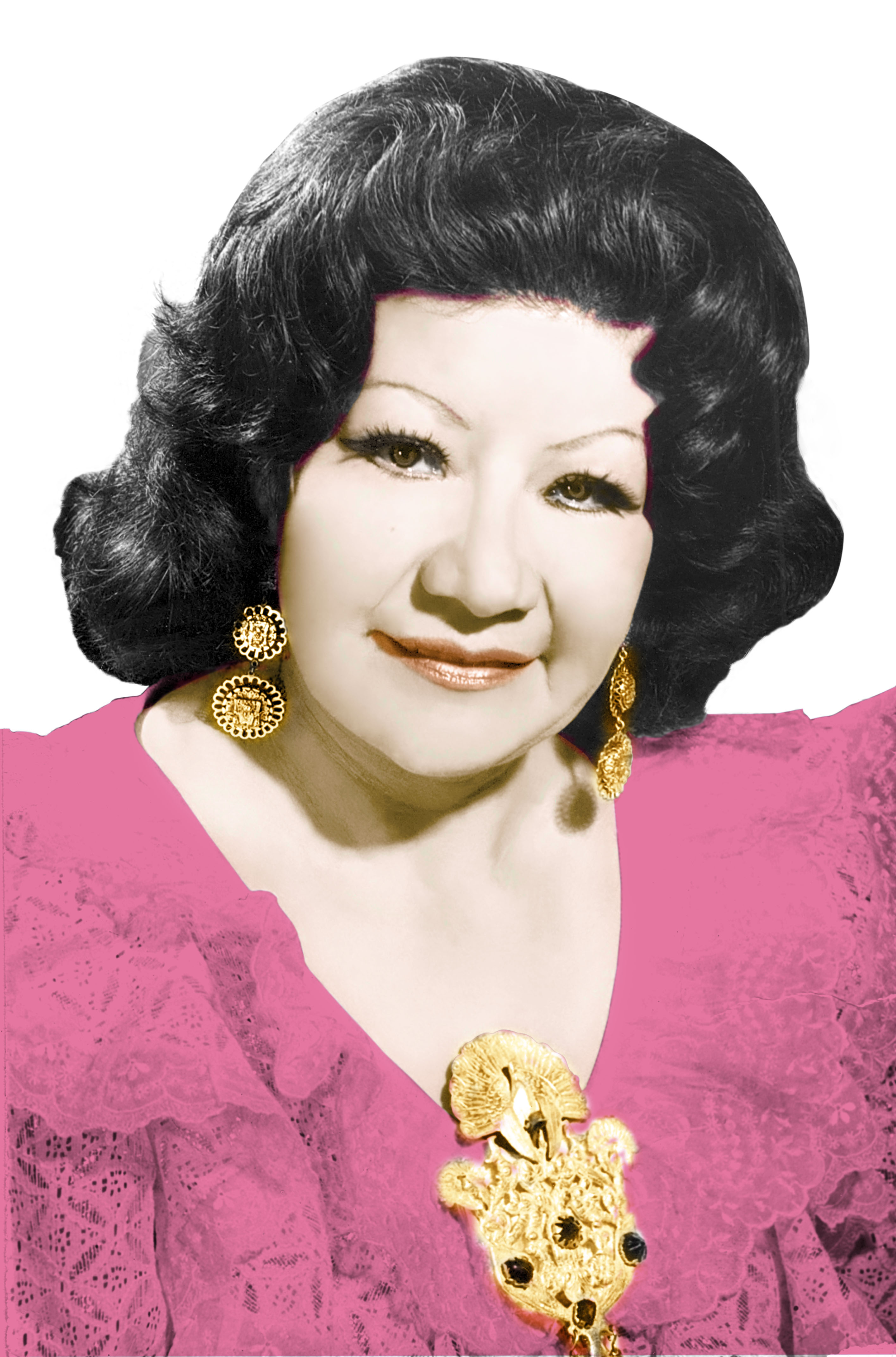
Pastorita Huaracina, considerada como la máxima representante del huayno ancashino.

El huaino, con el ritmo y salero del callejón de Huaylas, también es conocido como «chuscada»; al respecto, el escritor William Tamayo Ángeles escribe: “Cuando el Libertador Simón Bolívar viajaba de Caraz a Yungay a fines de junio de 1824, encontró a varias parejas de campesinos en Punyan bailando a la vera del camino. Al ver la gracia en los movimientos y la rítmica agitación de los pañuelos dijo: ¡Que bella chuscada!, queriendo decir en expresión venezolana de su época; belleza con gracia y picardía”. Desde entonces, y en su homenaje, los ancashinos decidieron distinguir a su huayno nombrándolo también «chuscada».

## Exponentes

### Agrupaciones musicales
Como conjuntos musicales de ritmos ancashinos tenemos:
- Conjunto Ancashino Atusparia, de Huaraz.
- Conjunto Tradiciones del Perú, de Pomabamba.
- Dúo Los Mensajeros del Ande, de Corongo.
- Conjunto Folklórico Belén de Huaraz.
- Conjunto Musical Sol de Oro de Yungay.
- Conjunto Musical Ancash con sede en Trujillo.
- Conjunto musical Lejanías del Perú.
- La Lira Huaylina.
- Centro Musical Luzuriaga.
- Conjunto Musical Sihuas.
- Voz Andina de Chacas.
- Conjunto Musical "Libertad Cajamarquilla"
- Conjunto Musical "Los Andes del Perú"
- Agrupación Musical "Estilos del Perú"
- Conjunto Musical "Lira Andina de Huaraz"
- Conjunto Musical "Centro Folklorico Cultural Champara Corongo" Corongo
- Conjunto Musical "Centro Musical Corongo"
- Conjunto Musical "Sexteto Huaraz"
- Conjunto Musical " Los Obreros de Santo Toribio" Huaraz
- Conjunto Musical "Quinteto Lirico Huaraz"
- Centro Musical Huaraz
- Conjunto Musical "Resonancia Ancashina" de Recuay
- Centro Musical Carhuaz

### Compositores
Algunos compositores del huayno ancashino son:
- Jacinto Palacios Zaragoza "El Trovador Ancashino", cuya obra musical fue proclamada patrimonio cultural de la nación El 13 de noviembre de 2015
- Eberth Álvarez Salinas de la provincia de Pomabamba.
- Jorge Tafur Mallqui, de Chacas.
- Víctor Cordero Gonzales
- José Luis Sotelo "El Puma de los Andes " Huaraz
- Maximiano Rivas Valenzuela de la provincia de Yungay
- Maximiliano Shuan, de Velásquez Pérez
- Amadeo Molina Rojo.
- Guido Antúnez de Mayolo,
- Alejandro Collas.
- Justo Ponte Cruz de la Provincia de Mariscal Luzuriaga
- Pablo Trejo Mallqui de la provincia de Recuay
- Eliázaro Romero de Huaraz.
- Santiago Maguiña Chauca de Huaraz.
- Luis Acosta Guerrero de Corongo
- Jose Maria Garay Armijo conocido como Pepe Garay "El Arriero de Corongo"
- Antonio Carrión Tamara de la Provincia de Yungay

### Intérpretes
Existen docenas de intérpretes de la música ancashina, los más destacados son:

#### Vigentes
- Angelica Harada Vasquez , "Princesita de Yungay".
- Betty Vega Vidal, conocida como «Chinita Cordillerana».
- Victor Estrada León, cantautor pomabambino
- Nancy Manchego, cantautora apurimeña. Tiene 12 discos producidos con música tradicional ancashina y huamanguina.
- Carito Collazos, cantautora limeña.
- Wilbert Araoz Valverde de la Provincia Mariscal Luzuriaga
- José Luis Sotelo "El Puma de los Andes"
- Basilia Zabala Camones "La Huaracinita", el Shimpinaky es un estilo musical muy propio de esta artista.
- Aurelia Samaritano Barrera "La Marquinita"
- Zeny Azucena Camones Cerna "Azucena Cantarina"
- Josefina Nieves Alvarado Aldave
- Blanca Estela Wong
- Semilia Collas Caldas
- Norma Soto Portella de Piscobamba
- Rosita de Piscobamba
- Marita Meza de la provincia de Huari
- Margoth Giraldo Garay de Pomabamba
- Carmencita Ancashina de Caraz

#### Fallecidos
- Jacinto Palacios Zaragoza "Trovador Ancashino".
- María Alvarado Trujillo "Pastorita Huaracina".
- Ernesto Sánchez Fajardo "Jilguero del Huascaran", cuya obra musical fue proclamada patrimonio cultural de la nación el 10 de octubre de 2008.[2]
- Leoncio Giraldo, más conocido como Gorrión Andino, su muerte y entierro en Lima convocó un multitudinario acompañamiento y una nota obituaria de la revista Caballo Rojo.
- Zósimo Lazo Palacios "Poncho Negro".

### Bandas de músicos
- Santa Cecilia de Cátac. Fundada en 1982, es la primera banda que llevó la melodía de instrumentos tradicionales de cuerda y viento madera a exclusivamente instrumentos de viento metal y percusión.
- La Única de Marcará. Fundada en 1985
- Banda Orquesta Sol de Oro de Ancash. Fundada en 1985 - Ganadora de concurso de Bandas a nivel nacional en el año 1991
- La Gran Familia de Toma, fundada en 2000.
- San Pedro de Corongo, fundada en 1995.
- Armonía Perú.
- Armonía Anguy de Lima.
- Banda Asunción de Sihuas.
- Banda Centro Musical de Pomapata